# Seznam ostrovů Polska
Polsko má několik ostrovů v Baltském moři především v deltě Odry. Další ostrovy se nacházejí v deltě Visly a na mnoha vnitrozemských polských jezerech.

## Přehled největších ostrovů
| # | ostrov               | rozloha (km²) | pobřeží (km) | max.nadm. výška (m) | nejvyšší vrchol | počet obyvatel | hustota zalidnění | největší sídlo | část státu                  | záliv, průliv řeka, jezero | souostroví | lokalizace                       |
| - | -------------------- | ------------- | ------------ | ------------------- | --------------- | -------------- | ----------------- | -------------- | --------------------------- | -------------------------- | ---------- | -------------------------------- |
| 1 | Wolin                | 265,00        | —            | 115                 | Grzywacz        | 30 000         | 113,00            | Wolin          | Západopomořanské vojvodství | Štětínský záliv            | —          | 53°54′47″ s. š., 14°30′43″ v. d. |
| 2 | Uznojem              | 72,00         | —            | 54                  | Białogóry       | 45 000         | 625,00            | Svinoústí      | Západopomořanské vojvodství | Štětínský záliv            | —          | 53°52′29″ s. š., 14°15′8″ v. d.  |
| 3 | Wyspa Sobieszewska   | 35,79         | —            | 32                  | Mew             | 3 360          | 93,88             | Sobieszewo     | Pomořské vojvodství         | Visla                      | —          | 54°20′10″ s. š., 18°52′16″ v. d. |
| 4 | Wyspa Portowa        | 26,44         | —            | —                   | —               | 18 938         | 716,26            | Stogi          | Pomořské vojvodství         | Visla                      | —          | 54°22′21″ s. š., 18°42′16″ v. d. |
| 5 | Karsibór             | 14,00         | —            | —                   | —               | 703            | 50,21             | Karsibór       | Západopomořanské vojvodství | Svina                      | —          | 53°50′21″ s. š., 14°20′ v. d.    |
| 6 | Wyspa Chrząszczewska | 10,00         | —            | 27                  | Wyżawa          | 490            | 49,00             | Buniewice      | Západopomořanské vojvodství | Dziwna                     | —          | 53°57′50″ s. š., 14°44′3″ v. d.  |
| 7 | Karsiborska Kępa     | 3,00          | —            | —                   | —               | 0              | 0,00              | —              | Západopomořanské vojvodství | Svina                      | —          | 53°51′44″ s. š., 14°20′ v. d.    |

## Galerie

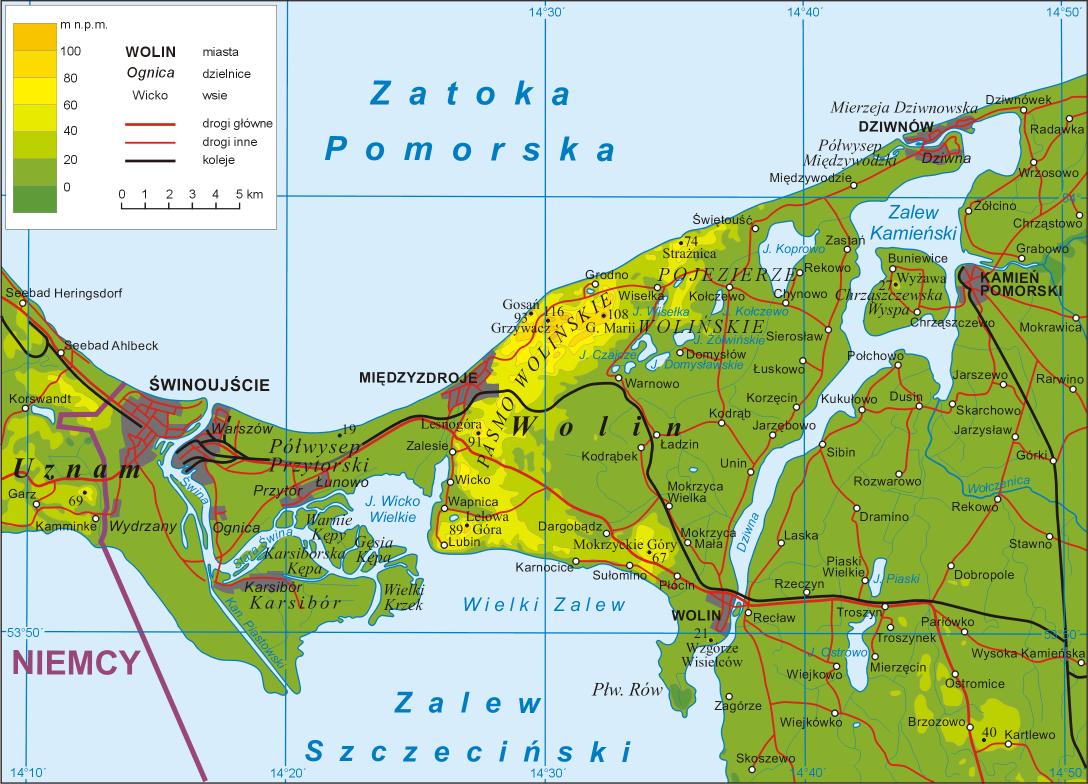
Mapa ostrova Volyň
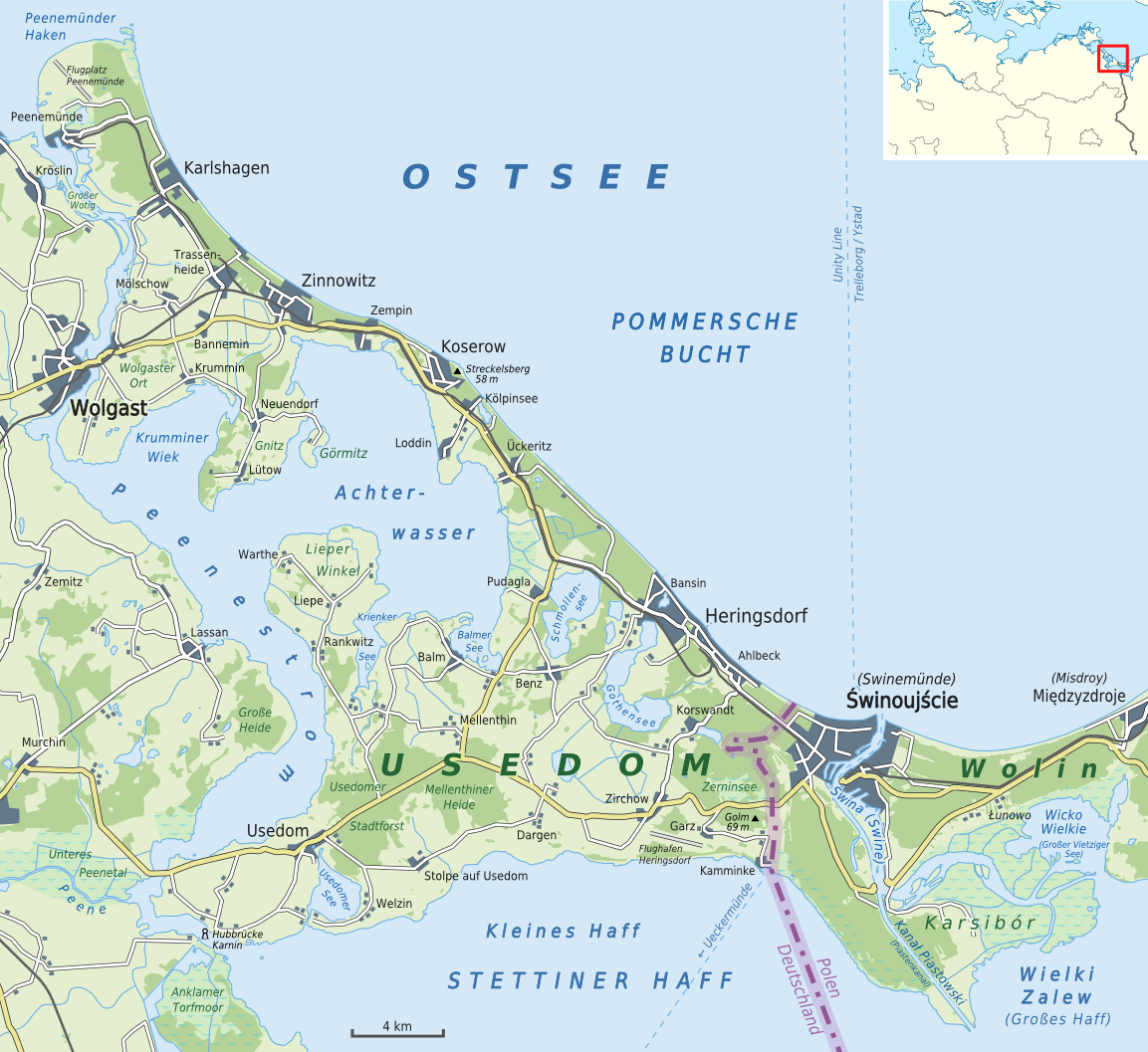
Mapa ostrova Uznojem